# 高潔な君
高潔な君（韓国語：고결한그대）は、ソンフンとキム・ジェギョンが出演する2015年の韓国のウェブドラマ。獣医師との偶然の出会いは成功したCEOの人生を好転させる。

## キャスト
- イ・カンフン - ソンフン
- チャ・ユンソ - キム・ジェギョン